# كولن هربرت
كولن هربرت (بالإنجليزية: Colin Herbert)‏ هو لاعب اتحاد الرغبي جنوب أفريقي، ولد في 19 مارس 1992 في ويلكوم في جنوب أفريقيا.